# شهرستان ترتر
ترتر (به لاتین: Tərtər) نام بخش و شهری است در جمهوری آذربایجان.